# Tiziana Pini
Tiziana Pini (Sanremo, 13 agosto 1958) è un'attrice italiana.

## Biografia
Tiziana Pini viene lanciata da Macario prima a teatro nella commedia Medico, si fa per dire, nel 1976, e poi nella trasmissione televisiva Macario più, due anni dopo, dove si impone per la bellezza e presenza fisica. Nel 1976 affianca Giancarlo Guardabassi nella conduzione del Festival di Sanremo (la sua città natale), cosa che ripeterà nel 1984 affiancando Pippo Baudo nella conduzione del Festival di quell'anno.
Nel marzo 1979 posa per l'edizione italiana di Playboy e pubblica il 45 giri In paradiso e torno per la Numero Uno, dove canta due canzoni, la title track e Dormi, scritte ambedue da Bruno Lauzi e Oscar Prudente. Nel 1982 prende parte al film In viaggio con papà (1982), diretto da Alberto Sordi e da quest'ultimo interpretato con Carlo Verdone, nel quale impersona la giovane amante di Sordi, parte che le fa guadagnare una candidatura al David di Donatello del 1983 come Miglior attrice esordiente.
Nel 1983 recita con Pupi Avati – con cui aveva già girato il film Bordella, suo autentico esordio, nel 1976 – Una gita scolastica, che le fa ottenere una nomination al Nastro d'argento quale Migliore attrice non protagonista. La troviamo poi ancora nei film 7 chili in 7 giorni (1986), a fianco di Renato Pozzetto e Carlo Verdone; Buon Natale... buon anno (1989) di Luigi Comencini; La riffa (1991) di Francesco Laudadio e Boom (1999) di Andrea Zaccariello, con cui termina la propria carriera cinematografica.

## Filmografia

### Cinema
- Bordella, regia di Pupi Avati (1976)
- Per vivere meglio, divertitevi con noi, episodio Non si può spiegare, bisogna vederlo, regia di Flavio Mogherini (1978)
- In viaggio con papà, regia di Alberto Sordi (1982)
- State buoni se potete, regia di Luigi Magni (1983)
- Una gita scolastica, regia di Pupi Avati (1983)
- 7 chili in 7 giorni, regia di Luca Verdone (1986)
- Buon Natale... buon anno, regia di Luigi Comencini (1989)
- Le comiche, regia di Neri Parenti (1990)
- La riffa, regia di Francesco Laudadio (1991)
- Boom, regia di Andrea Zaccariello (1999)

### Televisione
- Accadde ad Ankara, regia di Mario Landi – miniserie TV (1979)
- Caccia al ladro d'autore – serie TV, episodio 1x04 (1985)
- Casa Vianello – serie TV, episodio 4x16 (1993)
- S.P.Q.R. – serie TV, episodio 1x02 (1998)

## Doppiatrici italiane
- Melina Martello in Buon Natale... buon anno

## Teatro
- Medico, si fa per dire (1976)

## Programmi televisivi
- Festival di Sanremo (Rete 1, 1976; Rai 1, 1984)
- Macario più (Rete 1, 1978)
- C'era una volta Roma (Rete 2, 1979)
- Saltimbanchi si muore (Rete 2, 1980)
- Due di tutto (Rete 2, 1982; Rai 2, 1983)

## Discografia

### Singoli
- 1979 – In paradiso e torno/Dormi

## Riconoscimenti
- David di Donatello
  - 1983 – Candidatura alla miglior attrice esordiente per In viaggio con papà

- Nastro d'argento
  - 1984 – Candidatura al Migliore attrice non protagonista per Una gita scolastica